# Maurjovská říše
Maurjovská říše, někdy též maurijská či maurjská, byla první říší v Indii, které se podařilo sjednotit pod jednotnou vládu takřka celý Indický subkontinent. Existovala zhruba mezi lety 322 př. n. l.–185 př. n. l. Zakladatelem maurjovské říše byl Čandragupta Maurja, kterému se společně s jeho rádcem Kautiljou podařilo svrhnout dosavadní vládu Nandovců a chopit se moci. Čandragupta po nástupu na trůn nejprve sjednotil severní Indii pod jednu vládu a poté maurjovskou říši dále rozšiřoval do západnějších oblastí. Jeho syn Bindusára rozšířil říši na jih Indie.Po nástupu Čandraguptova vnuka Ašóky dosáhla říše vrcholu. Ašóka vládl takřka celému Indickému subkontinentu, po kterém šířil buddhismus pomocí skalních ediktů i misií, jež vysílal i do jiných zemí. Z jeho doby se dochovala řada buddhistických staveb jako jsou např. stúpy v Sáňčí. Úpadek říše nastal po Ašókově smrti, jelikož se jeho nástupcům již nepodařilo tak rozsáhlou říši udržet pod svou mocí. Poslední maurjovský panovník Brhadratha byl zavražděn generálem své armády Pušjamitrou, který pak položil základ říši Šungů.
Hlavním městem maurjovské říše byla Patáliputra (dnes Patna), kde sídlil panovník se svým dvorem. Na správu říše dohlížel rozsáhlý úřednický aparát. O řízení státu v době Maurjů vypovídá Arthašástra, klasické indické dílo o správě a řízení státu. Maurjovská říše byla administrativně rozdělena na čtyři provincie, které se dále dělily na další, menší a menší části, přičemž nejmenší územně správní jednotkou byla vesnice. Finanční zajištění rozsáhlé byrokracie a armády zajišťovaly zejména daně ze zemědělské činnosti, ale i např. prodej licencí na výrobu alkoholu či příjmy ze státních podniků.
Maurjové disponovali rozsáhlou armádou čítající řádově sta tisíce mužů a tisíce válečných slonů a vozů. V říši byla rozvinutá řemesla, hlavní obživou obyvatel bylo zemědělství. Maurjovská říše měla obchodní styky s okolními zeměmi, například Arábií či Cejlonem. Z dob Maurjů se zachovalo poměrně málo stavebních a uměleckých památek, jelikož hlavním tehdy používaným materiálem bylo dřevo a z trvanlivějšího kamene se začalo stavět až za Ašóky, byť jen sporadicky. Díky zachování alespoň nějakých stavebních a uměleckých kamenných památek (např. Bódhgaja, Vaišálí, Sárnáth) bývá doba Maurjů považována za kolébku indického umění historické doby.

## Dějiny

### Pozadí vzniku

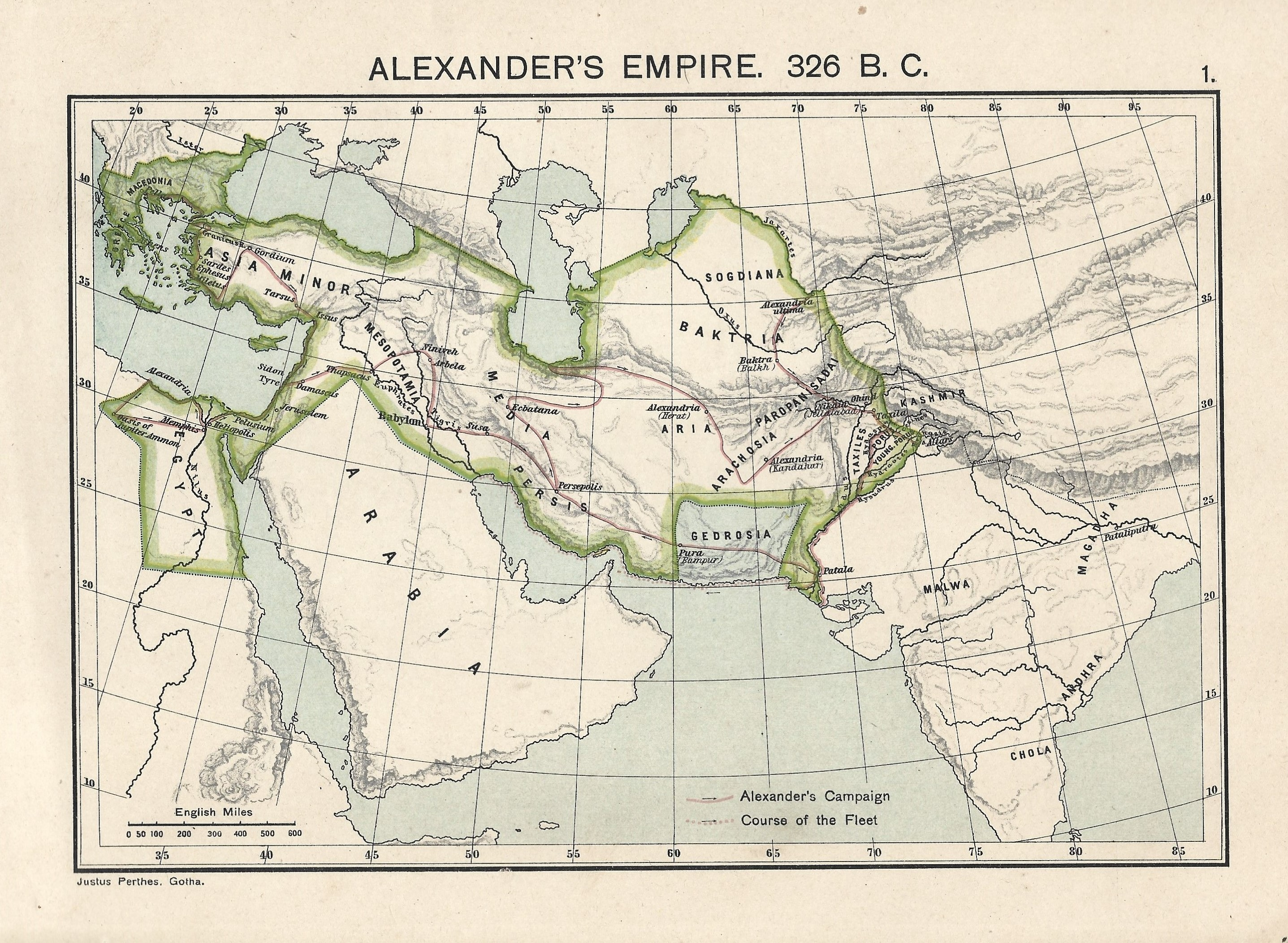
Říše Alexandra Velikého v roce 326 př. n. l. Jsou zobrazeny cesty do jižní Asie a návrat z jižní Asie do Babylonu po souši i po moři.

První známá městská civilizace na Indickém subkontinentu byla harappská kultura, která zažila vrchol zhruba v letech 2600–1900 př. n. l. Poté nastalo zhruba tisíc let trvající období zvané védské, během kterého vznikaly védy. V době Gautamy Buddhy (6.–5. století př. n. l.) se na indickém území nacházelo množství malých státních útvarů zvaných mahádžanapady. Z mocensko-politických zápasů mezi těmito útvary vyšla jako vítěz Magadha, v jejímž čele nejdříve stála dynastie Šišunágů, založená Bimbisárou. Později magadhský trůn obsadila dynastie Nandovců, kterou založil Mahápadma Nanda.
Když v roce 327 př. n. l. vpadl do Indie chajbarským průsmykem Alexandr Makedonský, Nandovci byli stále u moci. Řecký historik Plútarchos se v jednom ze svých spisů zmiňuje o muži jménem Sandrakottos, který Alexandra přemlouval, aby napadl krále Nandu z dynastie Nandovců. Podle tradice totiž Nandovci ve snaze nashromáždit co největší bohatství uvalili na své poddané těžké daně a jejich vláda se vyznačovala značnou tyranií a krutostí. Sandrakottos se proto snažil Alexandra přimět k útoku proti Nandovcům. Alexandr k tomu však nesvolil a vydal se se svým vojskem zpět na západ. Muž, který vystupuje ve zmíněném pramenu pod jménem Sandrakottos, není nikdo jiný než sám zakladatel maurjovské dynastie Čandragupta Maurja. O Čandraguptovi toho není příliš mnoho známo, podle některých pramenů byl v té době snad velitelem nandovských vojsk. Někteří badatelé se dokonce domnívají, že jméno Maurja je odvozeno od jména Mura, což měla být Čandraguptova matka či babička a zároveň manželka údajně posledního nandovského krále. Tyto teorie však postrádají jakékoliv důkazní podklady. Většina buddhisticky a džinisticky orientovaných pramenů považuje Čandraguptu za původně kšatrijského válečníka z Magadhy. Tradice dále uvádí, že Čandragupta studoval v Takšašíle, kde se seznámil se svým budoucím rádcem Čánakjou (známým též pod jmény Kautilja či Višnugupta). Už v Takšašíle měli spolu vypracovat plán na uchvácení trůnu od Nandovců.
Poté, co se Alexandr Veliký vydal na cestu zpět na západ, začali Čandragupta s Čánakjou sjednocovat kmeny ze severovýchodních oblastí Indického poloostrova, s jejichž pomocí postupně svrhli vládu Nandovců a položili tak základ maurjovské říši. Vzhledem k nedostatku pramenů není jistý přesný sled událostí či podrobnější informace o Čandraguptově válečném tažení, nicméně v roce 317 př. n. l. Čandragupta dostal pod svou správu oblasti bývalé nandovské říše i oblasti na severozápadě země, které byly spravovány řecko-makedonskými posádkami.

### Rozmach

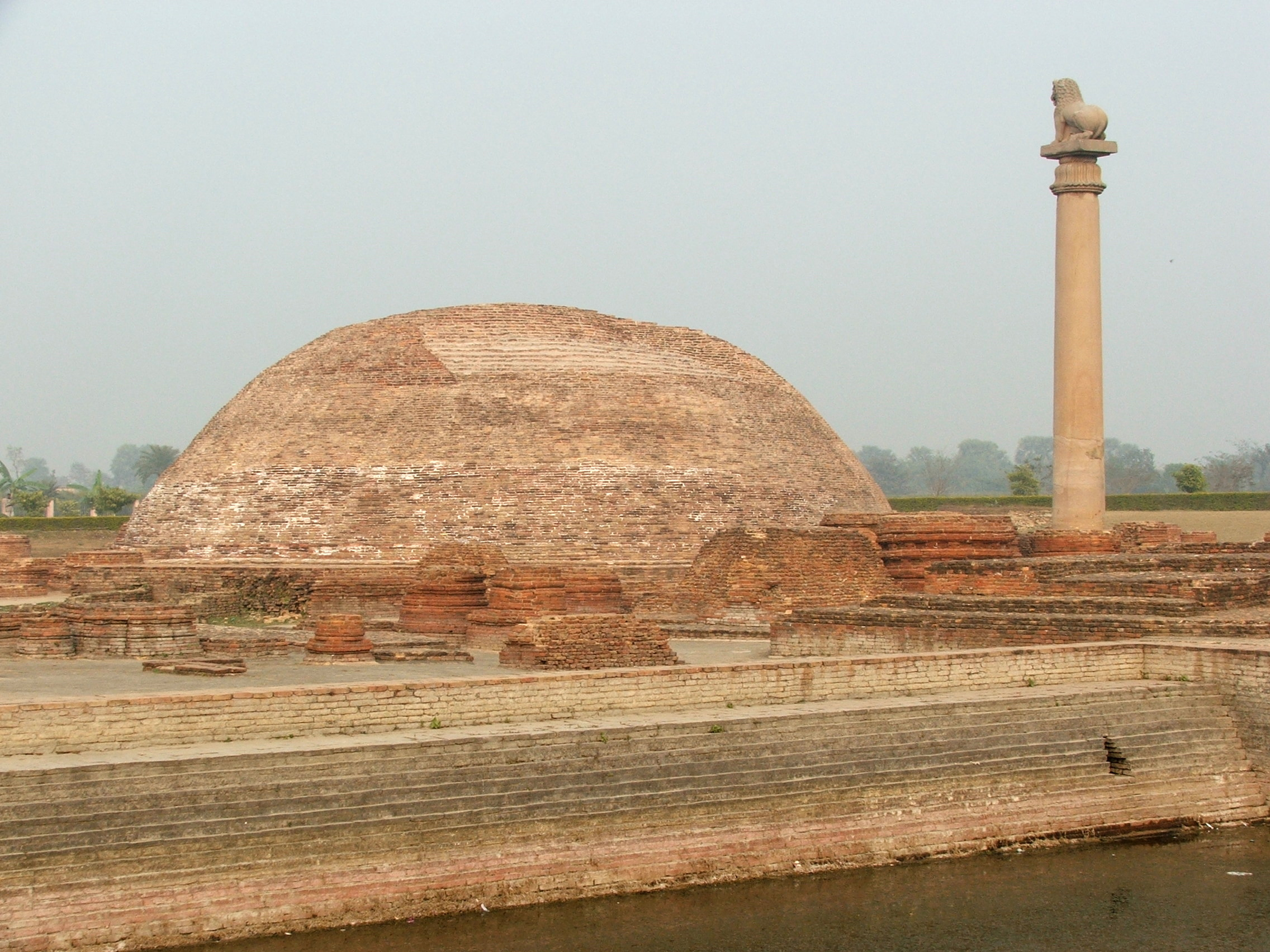
Sloup a stúpa ve Vaišálí z dob Ašóky; stúpa podle tradice uchovává ostatky Ánandovy

Základ říše tak byl v zásadě položen, její postavení však nadále bylo nejisté. Již roku 305 př. n. l. do Paňdžábu přitáhl Seleukos I. Níkátór, zakladatel seleukovské říše a první z dynastie Seleukovců. Čandragupta, ve snaze zabránit Seleukovi v dalším postupu, proti němu vytáhl se svým vojskem. O výsledku bitvy (ba dokonce o jejím konání) se nedochovaly žádné zprávy, avšak z důsledků bývá usuzováno, že zvítězil Čandragupta. Maurjům se totiž podařilo dostat ze Seleukova područí část Gedrósie (dnešní Balúčistán), Paropamisadai (Kábul) a provincii Ariru (Kandahár); naopak Čandragupta daroval Seleukovi na 500 válečných slonů. Tato událost spolu s tím, že si Čandragupta vzal Seleukovu dceru Kornelii, znamenala počátek přátelství mezi oběma panovníky. Seleukos záhy vyslal na Čandraguptův dvůr vyslance jménem Megasthenés, z jehož pera pochází vůbec první známý souvislý výklad o životě Indů očima cizince. Byť se jeho dílo nezachovalo celé, jeho fragmenty jsou dochovány v dílech jiných autorů pod souhrnným označením Indika.
Čandragupta vybudoval silný a centralizovaný stát, jehož centrem byla Patáliputra. Někdy v době Čandragupty měla vzniknout Arthašástra (v překladu něco jako „Učebnice světských záležitostí“), která pojednává podrobně o tom, jak vládnout státu. Dodnes není zcela rozřešena otázka, kdo je autorem tohoto spisu, byť je Arthašástra tradičně připisována Kautiljovi. Podle určitých indicií se totiž zdá, že Arthašástra byla sepsána až po Kautiljově době na základě praxe v maurjovské říši, případně k ní byly některé části připojeny až později. I přes tuto nejasnost je Arthašástra první dochovanou politologickou příručku na světě.
Podle tradičního podání, které však není příliš jisté, se měl Čandragupta ke konci svého života odebrat do ústraní a věnovat se asketickému životu, než po 12 letech zemřel dobrovolným vyhladověním v oblasti dnešního Maisúru. Po Čandraguptovi se maurjovského trůnu ujal jeho syn Bindusára, který v řeckých pramenech vystupuje jako Amitragháta, tj. „ten, jenž zabíjí (své) nepřátele“. O Bindusárovi a jeho vládě toho je známo jen velmi málo. Je známo, že se mu podařilo nejen úspěšně čelit několika povstáním uvnitř státu, ale dále rozšířil už tak velkou a mocnou říši více na jih až k Maisúru. Významně prý k jeho úspěchům přispěl opět Kautilja. Jedna z mála říší, která výbojům Bindusáry stále odolávala, byla východoindická Kalinga (zhruba oblast dnešní Urísy). Dobýt se ji podařilo až Bindusárově synovi a nástupci – královi Ašókovi, za jehož vlády dosáhla maurjovská říše vrcholu.

### Ašóka

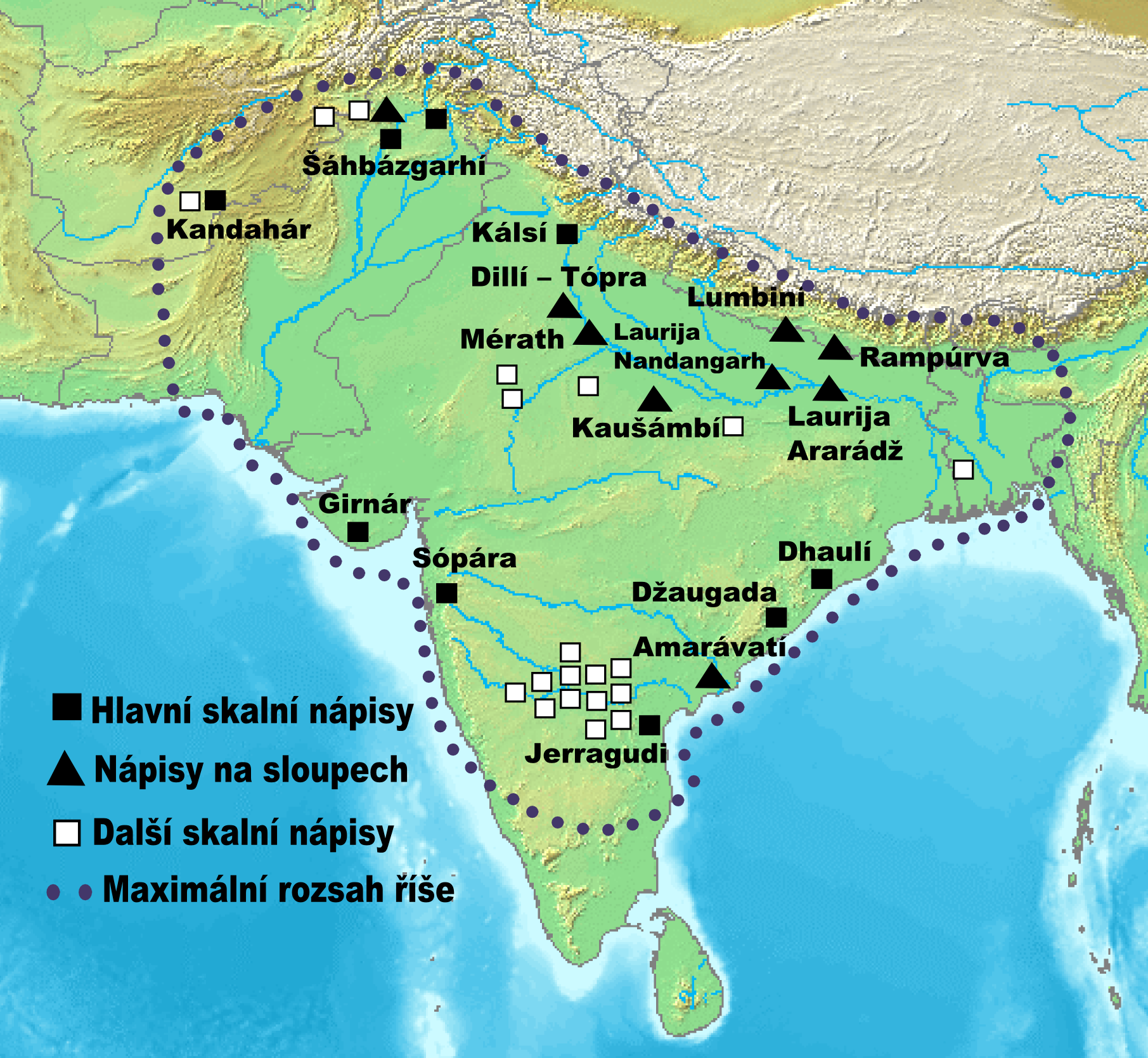
Mapa s nálezy Ašókových nápisů

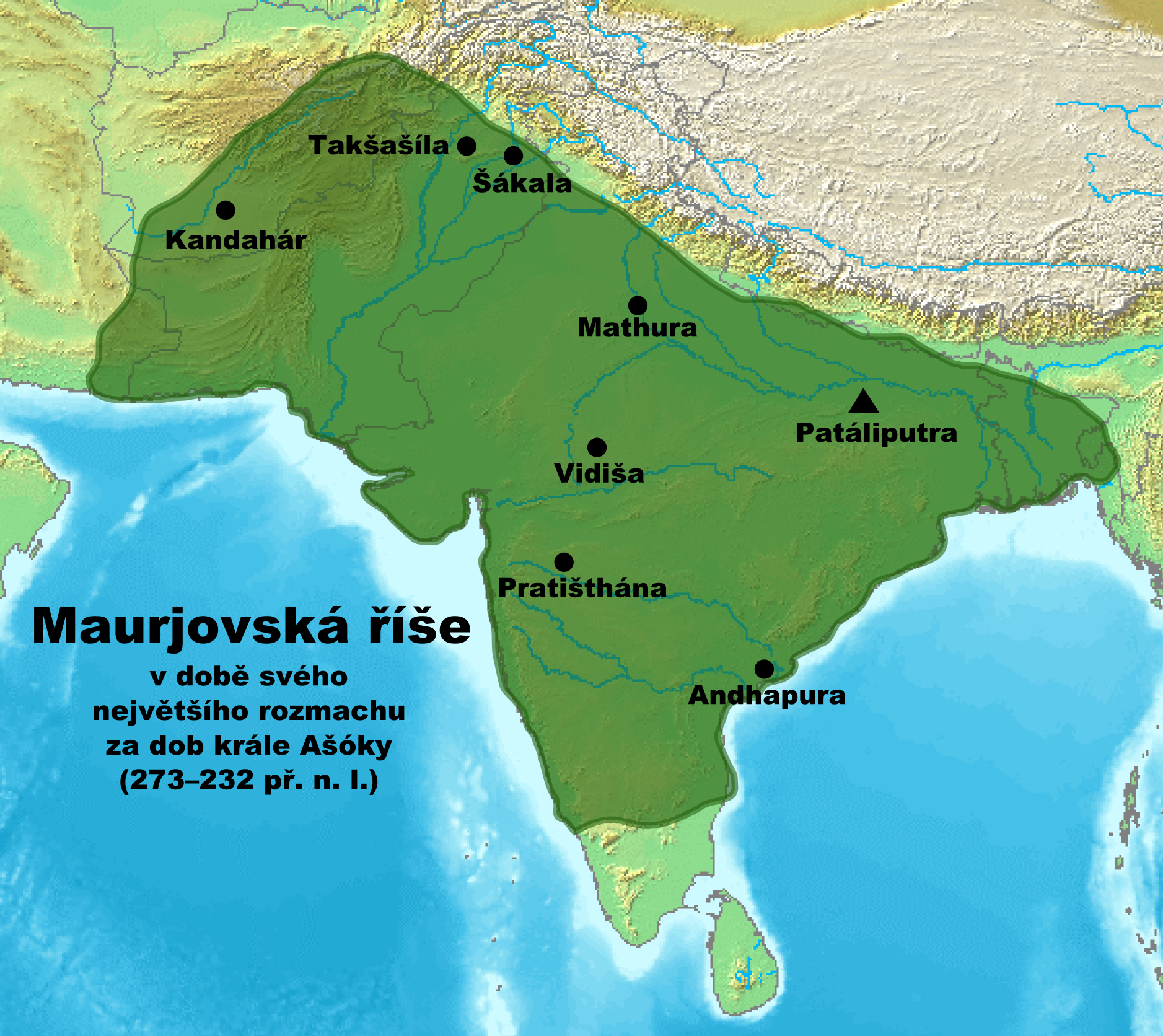
Maurjovská říše v době svého největšího rozmachu za krále Ašóky

O Ašókově narození, dětství a mládí se příliš informací nedochovalo. Jisté je, že byl Bindusárovým synem a již v raném věku jej otec poslal do Takšašíly, aby potlačil povstání proti Maurjům. Ašóka se tohoto těžkého úkolu zhostil a úspěšně jej vykonal, pročež ho otec jmenoval místodržícím ve městě Udžažainí (dnes Udždžain v Madhjapradéši). Zde se seznámil s dívkou jménem Déví, se kterou měl později děti Mahindu a Sanghamittu. Na trůn byl dosazen pravděpodobně ještě za Bindusárova života. Ašókův otec totiž měl jmenovat svým nástupcem všeobecně neoblíbeného Susíma, jehož odpůrci dosadili na trůn Ašóku. První čtyři roky vlády Ašóka pravděpodobně strávil bojem se svými odpůrci, zejména svými bratry. Teprve poté byl korunován ve slavnostním obřadu zvaném abhišéka.
První období Ašókovy vlády se vyznačovalo dalším rozšiřováním říše a upevňováním moci silou. Krutost, s jakou Ašóka vystupoval proti svým nepřátelům i lidu, mu vynesla přízvisko Čandašóka čili Ašóka Strašný. Následně se nicméně měl obrátit na buddhismus, přijmout zásadu ahinsá (nenásilí) a aktivně začít buddhistickou víru šířit; díky tomu získal i přízvisko Dharmašóka, Ašóka Spravedlivý. Badatelé jsou v zásadě zajedno v názoru, že k panovníkovu obrácení na buddhismus došlo krátce poté, co si Ašókovo vojsko podmanilo Kalingu v obzvláště krvavé bitvě, k níž došlo kolem roku 260 př. n. l. Následkem útoku maurjovských vojsk mělo zemřít až 100 000 obyvatel Kalingy a na 150 000 lidí bylo nuceno opustit své domovy. Po přijetí buddhismu započal Ašóka s šířením tohoto náboženství po celé říši i mimo ni.
V době Ašóky dosáhla maurjovská říše vrcholného rozsahu. Stanovení jejích tehdejších hranic je možné zejména díky skalním nápisům, které po sobě Ašóka zanechal, ale i díky jiným archeologickým nálezům a zprávám Řeků a čínských poutníků. Z nálezu jednoho ze skalních ediktů v Kandaháru se dá usuzovat, že k maurjovské říši patřila i Arachósie. Na východ sahala maurjovská říše až k deltě Gangy, sever říše byl pak ohraničen himálajským pohořím, přičemž území Maurjů zahrnovalo ještě oblasti Kašmíru a dnešního Nepálu. Co se týče jihu, tak zde Ašókova říše sahala do Ándhry a na Malábár. Jižní cíp Indického poloostrova zůstal v držení Čólů, Čérů a Pándjů.
Není jisté, kdy ani za jakých okolností Ašóka zemřel; podle některých zdrojů se tak mělo stát v roce 232 př. n. l. a tibetské zdroje dokládají, že v Takšašíle.

### Úpadek

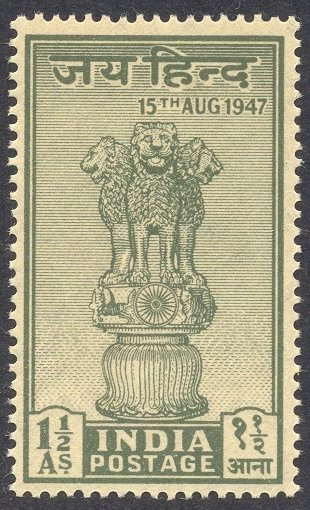
Známka zpodobňující sárnáthskou sloupovou hlavici se lvy, která byla vystavěna na Ašókův podnět a jejíž zpodobnění se dnes nachází na státním znaku Indie

Je pravděpodobné, že už ke konci Ašókovy vlády začala maurjovská říše ztrácet na svém postavení. Jelikož se o tomto období Ašókovy vlády dochovaly jen fragmentární informace, je známo hned několik hypotéz o příčinách tohoto relativně rychlého úpadku. Někteří badatelé vidí příčinu oslabování říše v tom, že Ašóka kladl na metodu ahimsá až přemrštěný důraz, jiní sledují důsledek úpadku ve stále se vzmáhající vzpouře Bráhmanské vrstvy obyvatelstva. Nabízí se též teorie, podle které vysoká míra nákladů na údržbu značně centralizovaného státu spolu s materiálním zabezpečením stovek tisíc příslušníků maurjovské armády postupně vedla k ekonomické a sociální krizi.
Není s jistotou známo, kdo nastoupil po Ašókovi na trůn. Je pravděpodobné, že krátce po Ašókově smrti naplno propukly boje mezi uchazeči o trůn. Podle buddhistických legend Ašóka vybral za svého nástupce svého syna Kunálu, který však byl slepý, takže je možné, že na trůn nastoupil jeho syn Sampadi; pokud tomu tak bylo, musel ho v krátké době na trůnu vystřídat Dašaratha, který je podle skalního nápisu z Nágárdžunských hor dalším doloženým králem maurjovské říše. Podle některých zdrojů se dokonce maurjovská říše po Ašókovi rozpadla na východní a západní část s centry a Patáliputře a Takšašíle. V Patáliputře měl vládnout Sampadi a v Takšašíle Dašaratha. Nejistá tradice purán dále uvádí, že oba králové vládli každý osm let, což umožnilo jejich nástupci, králi Samrapatimu, opět na čas sjednotit východní a západní části říše.
I přes nevyjasněnost v událostech následujících po Ašókově smrti je více než pravděpodobné, že už za bezprostředních nástupců Ašóky docházelo k vnitřnímu rozkladu říše, ke kterému navíc přispěly nájezdy nepřátel. Roku 206 př. n. l. se Antiochovi III. Velikému podařilo překročit pohoří Hindúkuše, vtrhnout do Paňdžábu a získat od zdejšího panovníka válečné slony, kteří tvořili důležitou strategickou zbraň v boji proti nepříteli, který je rovněž vlastnil. Jednotlivé provincie říše se začaly osamostatňovat, čímž se území ovládané Maurji začalo rapidně zmenšovat. Jedno z nejdůležitějších vzbouřeneckých center se objevilo v oblasti mezi řekami Gódávarí a Krišnou. Tam začali proti nadvládě Maurjů brojit Ándrové, kteří později ustavili říši Sátaváhanů, jež pak ovládala celý Dakšin. I přes stálý úpadek se Maurjové udrželi pravděpodobně ještě přes sto let. Poslední vládce z rodu Maurjů Brhadratha byl zavražděn během vojenské přehlídky, jak to dokládá Bána ve svém díle Haršačarita. Brhadratha měl být na přehlídku vojska vylákán Pušjamitrou Šungou, velitelem maurjovských vojsk, který poté sám usedl na trůn a položil tak základ dynastie Šungů, jež na nějaký čas převzala moc nad severovýchodem Indie.

## Správa
O správě říše v době Maujrů vypovídá především Arthašástra. Tento spis je jakousi politickou příručkou, která šíří svého záběru zasahuje prakticky do všech oblastí dění v říši. V čele říše stál panovník, který zaujímal zcela výsadní místo mezi všemi. Král měl v rukou zákonodárnou moc, byl nejvyšším soudcem a nejvyšším mužem byrokracie. Po panovníkovi byl nejvýznamnějším orgánem maurjovské říše mantrí parišad. Jednalo se o sbor jen několika nejvýznamnějších ministrů, kteří tvořili jakýsi poradní sbor panovníka. Širším a co se ministrů týče početnějším vládním orgánem byl parišad, jehož existence je známa již z védského období. I když jeho faktická politická moc v průběhu let kolísala, podařilo se parišadu i za vlády Maurjů, kteří drželi moc v říši pevně ve svých rukách, udržet silný vliv na dění v zemi. Přesný počet členů parišadu nebyl stanoven a pravděpodobně se měnil podle potřeby. Jednu z nejdůležitějších funkcí na králově dvoře vykonával králův obětník (v sanskrtu puróhita), dále správce pokladu (sannidháta) a vrchní výběrčí daní (samáharta).

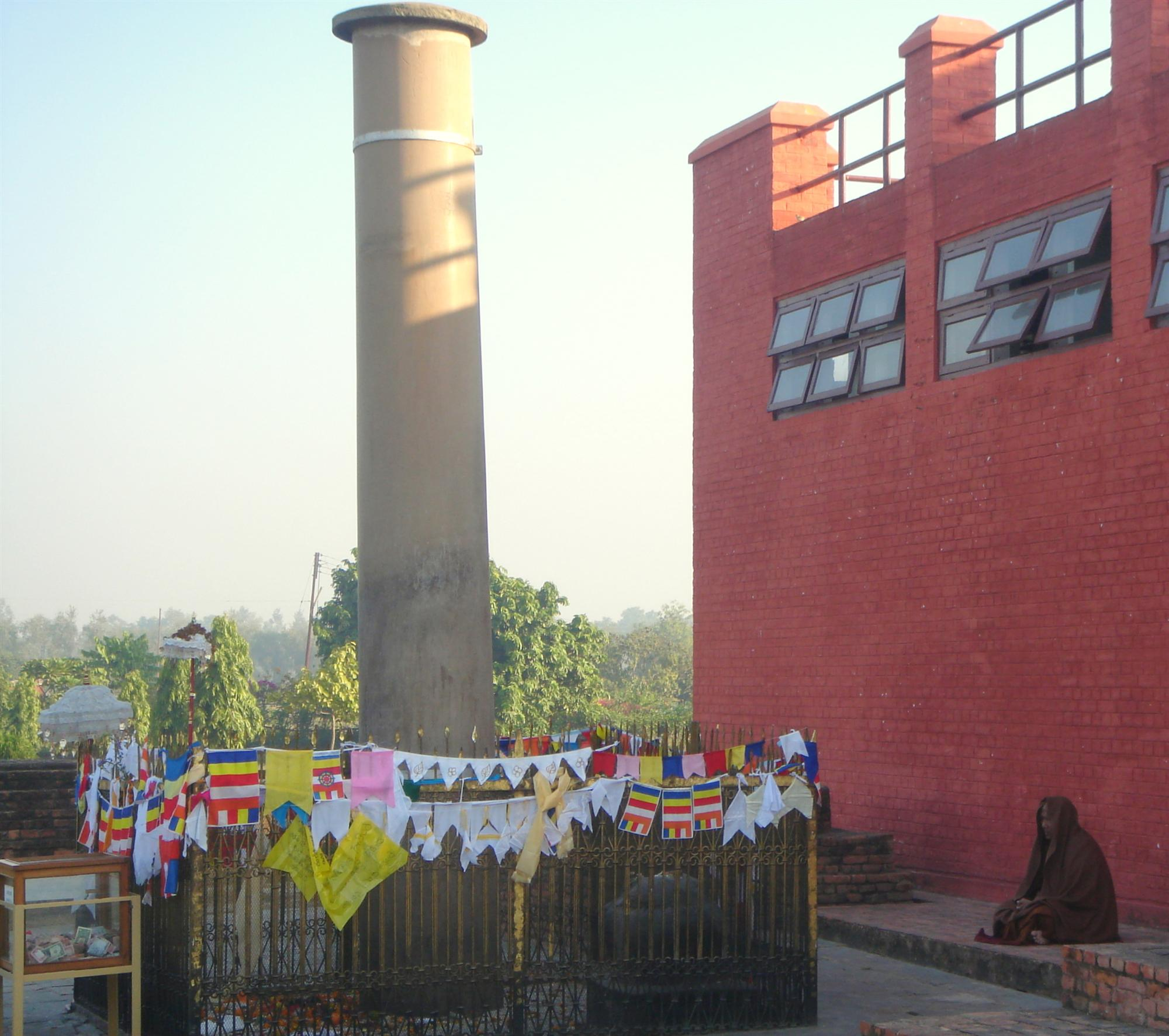
Ašókův sloup v Lumbiní, po pravé straně stěna chrámu královny Máji

Celá říše byla rozdělena do čtyř hlavních provincií, které řídili buďto přímo členové maurjovské dynastie nebo lidé, kteří se těšili plné důvěře panovníka. Byla to severozápadní provincie s hlavním městem Takšašílou, západní provincie s centrem v Udždžainí, východní provincie (nově dobyté území Kalingy) měla své hlavní středisko v Tósálí a čtvrtá, jižní provincie, byla ovládána ze Suvarnagiri. Vládcům prvních tří jmenovaných provincií se říkalo kumárové („princové“), vládce jižní provincie byl znám jako árjaputra („syn urozeného“). Zvláštní pojmenování pro vládce jižní provincie, která na jihu sousedila s nezávislými královstvími Tamilů, pramení pravděpodobně z toho, že za vládce jižní provincie byl vybírán budoucí následník trůnu. Jednotlivé provinční oblasti se těšily poměrně vysoké míře autonomie, avšak panovníci maurjovské říše ve snaze zamezit vzrůstání politické moci jejich provincií ustanovili zvláštní sbor královských hodnostářů zvaných mahámátrové. Ti zastávali různě vysoká postavení a jejich hlavním úkolem bylo dohlížet na správu čtyř hlavních provincií a nedopustit tak případnou vzpouru provincie apod.
Každá ze čtyř hlavních provincií se dále dělila na menší celky zvané džanapady, v jejichž čele stáli rádžúkové, další z nejvýše postavených úředníků v zemi. V minulosti měli tito úředníci na starosti vyměřování půdy a až s příchodem Maurjů k moci se jejich moc přenesla do významnější politické roviny. Jednotlivé džanapady se dále dělily na pradéši („oblasti“), které zahrnovaly několik ahálů („okresů“). Nejmenší územně správní jednotka říše pak byla vesnice (gráma). Jejím hlavním představitelem byl grámaní, který byl přímo podřízen úředníkovi zvanému gópa. Gópové měli na starosti až desítku vesnic; dále nad několika gópy stál sthánika. Takhle bylo členění aparátu odstupňováno přes hlavní provincie až k samotnému královskému výběrčímu daní samáhartovi.
Hlavním městem celé říše byla Patáliputra (dnešní Patna v Biháru) na soutoku Gangy a Sónu. Megasthenés uvádí, že byla obehnána dřevěnou hradbou se střílnami pro lučištníky, celkem 570 věžemi a 64 branami. Před hradbami se nacházel příkop. Podle Megasthenových zápisků lze dále soudit, že jednotlivá města v říši byla dělena na dvě části, na tzv. vnitřní a vnější město. Hlavní úředníci ve městech byli po pěti rozděleni do šesti skupin, kdy každá skupina měla na starosti jinou sféru městského života. Jednotlivé skupiny držely dohled nad řemeslníky, cizinci, registrací obyvatel, nad obchodem a značením vyrobeného zboží řemeslníky a poslední skupina dohlížela na vybírání daní z prodaného zboží.

## Náboženství

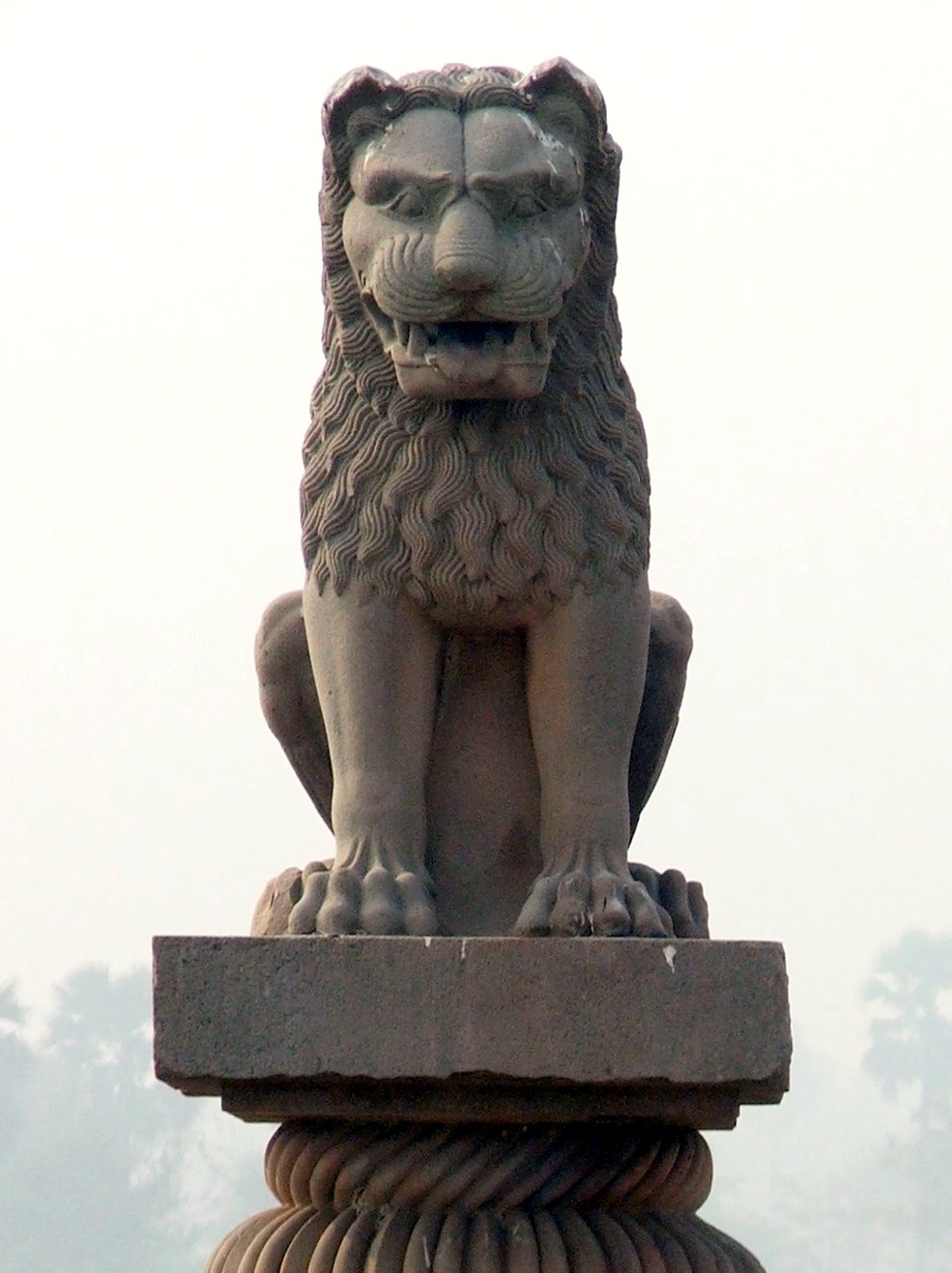
Socha lva, která zakončuje Ašókův sloup ve Vaišálí

Podle staroindických textů byl zakladatel dynastie Maurjů Čandragupta nejdříve vyznavačem bráhmanismu a až na sklonku života se přiklonil k džinismu. Nepříliš výrazná náboženská politika Maurjů se změnila právě v době, kdy byla dobyta Kalinga. Byť je Ašókův příklon k buddhismu buddhistickými texty často připomínán a je zdůrazňováno Ašókovo vnitřní obrácení a soucítění se živými bytostmi, byl jeho příklon k buddhismu nejspíše motivován politickými a praktickými důvody. Ašóka se po své konverzi rozhodl k masovému šíření buddhismu nenásilnou cestou a stejně tak i prosazoval zájmy své říše. Nechal vytesat množství skalních nápisů v několika jazycích informujících mimo jiné o Buddhově nauce a postavil řadu buddhistických staveb, z nichž se mnohé dochovaly dodnes. I přes stranění buddhismu Ašóka byl zastáncem náboženské tolerance a podporoval i ostatní náboženství. I když skalní edikty zdůrazňují Ašókovo napomáhání buddhistické obci, skalní nápis ze Sárnáthu rovněž upozorňuje, že Ašóka zastával politiku přísných trestů pro případné odpadlíky ze sanghy či ty, kteří se nějakým způsobem vědomě provinili proti pravidlům obce. Cejlonská tradice mu navíc připisuje patronaci nad třetím buddhistickým koncilem.
Koncem 19. století vystoupili někteří badatelé s názory, že Ašóka alespoň v počáteční fázi své vlády nebyl buddhistou, nýbrž džinistou. Své teze badatelé opírali především o to, že Ašóka tím měl ctít náboženství svého děda Čandragupty a že zásada ahimsá, kterou Ašóka ve svých nápisech prosazoval, je společná pro džinismus i buddhismus. Nicméně většina faktorů nasvědčuje tomu, že Ašóka nebyl výhradním zastáncem jednoho náboženského systému a spíše jen z tradičních důvodů nejprve ctil bráhmanskou morálku, než se plně obrátil na buddhismus.
I přesto, že doba Maurjů je spojována s buddhismem, velký rozvoj zažily i tradiční bráhmanské vědy jako je filozofie či filologie. V písemnictví nastal rozmach dharmašáster („Učebnic o duchovních záležitostech“), nejspíše koncem doby Maurjů působil Pataňdžali, autor Jógasúter, základních textů jógy.

## Zahraniční styky

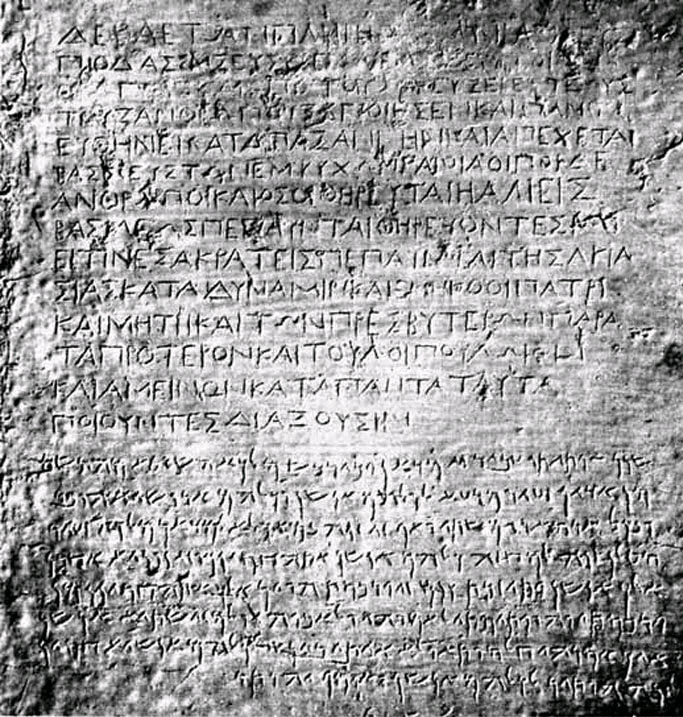
Ašókův bilingvní nápis z Kandaháru (řecky a aramejsky)

Podle Plútarcha se zakladatel říše Čandragupta Maurja setkal s Alexandrem Makedonským již v době, kdy v severní Indii vládli Nandovci. Jejich schůzka však nedopadla příliš šťastně – Alexandr, roznícen opovážlivostí tehdy „obyčejného“ Inda, který jej žádal o svržení vlády Nandovců, chtěl nechat Čandraguptu za jeho opovážlivé řeči popravit. Čandraguptovi se však podařilo z dosahu Řeků uprchnout. Další styk Maurjů a obyvateli západního světa se udál roku 305 př. n. l., kdy proti sobě stála vojska Čandragupty a Seleuka I. Níkátora. I přesto, že není znám výsledek jejich střetu, je známo, že od tohoto roku spolu Maurjové a Seleukovci udržovali přátelské styky.
Další styky maurjovské říše s okolními zeměmi nastávaly především prostřednictvím misií, které v pozdějších letech vysílal král Ašóka. Cejlonské prameny hovoří o tom, že Ašóka vysílal misie nejen po území Indického poloostrova, ale buddhističtí misionáři mířili i na Cejlon, do řecko-baktrijského království, Barmy a Kašmíru. Zprávy o těchto misiích jsou však jen velmi útržkovité a často ne zcela věrohodné. Poměrně podrobný popis cejlonské misie se dochoval díky tamním kronikářům, kteří zaznamenali, že za dob Ašóky cejlonský král Tissa vyslal k maurjovskému dvoru poselstvo, jehož prostřednictvím Ašóku ujistil o své náklonnosti. Králové si spolu vyměnili dary a k Tissovi poté Ašóka vyslal svého syna Mahindu a později i svou dceru Sanghamittu, kteří tak přinesli buddhismus na Cejlon. Sanghamitta s sebou na Cejlon vzala snítku stromu probuzení, který se zde nachází dodnes. Kontakty s Čínou tehdejší Indie ještě neměla.

## Řemesla a umění

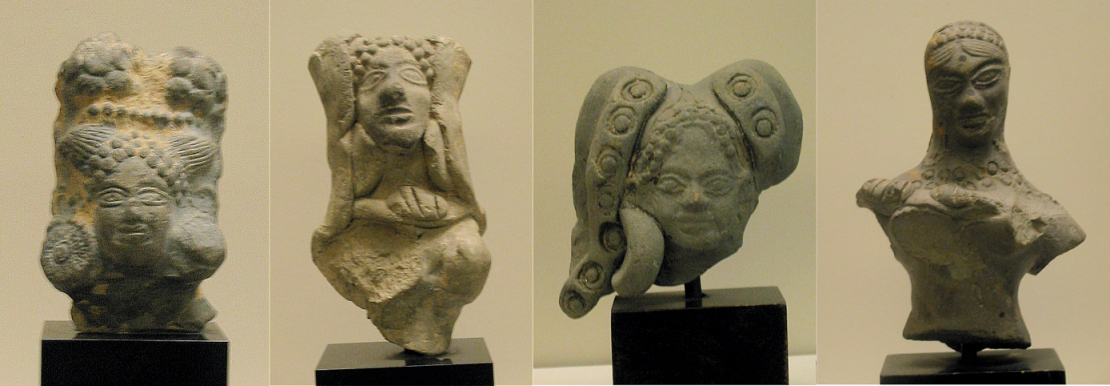
Ukázka dochovaných soch z maurjovské doby (4.–3. století př. n. l., Musée Guimet)

V maurjovské říši byla rozvinutá řemeslná výroba, zejména tkalcovství (v oblasti vlněných látek byla proslulá hlavně Gandhára), šperkařství, zpracování kovů, ale i tesařství či hrnčířství. Arthašástra hovoří o specializovaných dílnách na zpracování kovů, které byly pod přísným dohledem úřednictva. Jednotliví řemeslníci se sdružovali do organizací zvaných šréni, které měly často vlastní stanovy a požívaly alespoň částečnou autonomii vůči státu. Státní aparát za to od šréni vyžadoval registraci a zákaz přemisťování bez panovníkova svolení.
V době Maurjů se rozvíjelo i umění. Indické umění obecně má za sebou velmi dlouhou tradici. Byť se do dnešní doby dochovalo mnoho zpráv, které informují o uměleckých předmětech z doby předmaurjovské, do dnešní doby se žádné umělecké památky z předmaurjovské doby nedochovaly (alespoň co se týče historického období). A to proto, že zcela převládajícím materiálem pro stavební a uměleckou činnost před příchodem Maurjů bylo dřevo. V době maurjovské říše se však začal používat pro stavební a uměleckou výrobu nový, mnohem trvanlivější materiál – kámen. V době Maurjů se sice nepoužíval ani zdaleka tak často jako dřevo, avšak díky tomu, že kamenné památky z maurjovské doby patří k prvním dochovaným památkám umělecké činnosti z historické doby Indie, klade mnoho autorů počátky indického umění historické doby právě do tohoto období.

## Ekonomika

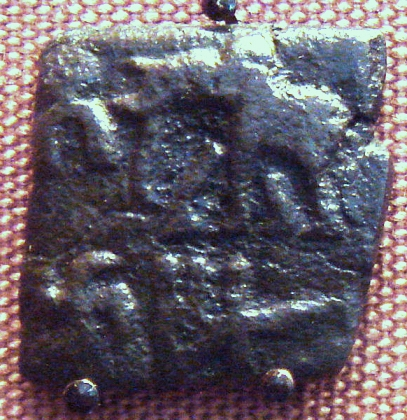
Jedna z měděných mincí, které se používaly za dob Maurjů (Britské muzeum)

Aby mohla tak rozsáhlá říše fungovat, bylo zapotřebí zabezpečit její chod po finanční stránce. Nejdůležitější příjmy do státní pokladny pocházely ze zemědělské činnosti. Zemědělci totiž obvykle králi odváděli jednu osminu, šestinu či dokonce čtvrtinu své produkce. Mimo zemědělce odváděli daně i ostatní vrstvy společnosti, avšak podle některých textů se zdá, že bráhmani byli od daní osvobozeni.
Mimo daňového systému se o plnění státní pokladny staraly např. výnosy ze státních podniků, ražby mincí či zvláštní daně určené náboženským objektům a majitelům heren. Poměrně významnou složkou příjmů do státní pokladny tvořil prodej licencí na výrobu a prodej alkoholických nápojů.
V maurjovské době zažil rozmach obchod, a to nejen v rámci říše, ale i mimo ni. Vznikaly nové obchodní cesty a zboží indických kupců směřovalo po mořské cestě na Cejlon, do Barmy i Arábie, odkud putovalo dále až helénského světa. V říši se používala nejdříve zcela jednoduchá platidla v podobě kousků kovu, v pozdější fázi se započalo s ražbou mincí s různými vyobrazeními a nápisy. O ražení mincí se starala zvláště ustanovená vrstva úředníků.

## Armáda
Armáda hrála v maurjovské říši zejména ze začátku důležitou roli. Už Čandragupta musel vlastnit natolik silnou armádu, že byla schopna vytlačit posádky Řeků z oblasti Paňdžábu a porazit armádu Nandovců čítající přes 200 000 mužů a tisíce válečných slonů a vozů tažených koňmi. Čandraguptovi se však podařilo sestavit armádu daleko přesahující nandovskou. Počet mužů Čandraguptovy pěchoty dosahoval 600 000, dále jeho armáda čítala zhruba 30 000 jezdců, 9000 slonů a s největší pravděpodobností alespoň stejné množství válečných vozů, jaký vlastnili Nandovci. Armádní lučištníci měli luky o velikosti člověka, které se napínaly nohou, přičemž byl luk z části opřen o zem. Váleční sloni nesli jednak poháněče a jednak lučištníky o nejmenším počtu tří mužů. Podle Arthašástry, kde je rozpracováno sestavení armády i taktika boje, zastávali sloni velmi důležitou funkci. Jdouce v čele armády dokáží pochodovat i v místech, kde nejsou cesty, dokáží rozbít falangu či lze jejich sílu využít např. ke stržení obranného systému nepřítele. Válečné vozy byly taženy vždy čtyřmi koňmi a mimo kočího se do nich vešlo šest bojovníků. V čele armády stál vojevůdce zvaný sénápati.
Mimo výše zmíněných armádních složek si Maurjové vydržovali množství špehů, kteří v nejrůznějších převlecích pobývali či cestovali v maurjovské říši a podávali panovníkovi správu o nejrůznějších událostech. Bylo běžné, že k tomu využívali poštovních holubů a šifer. Mimo informování panovníka o případné nestabilní situaci uvnitř říše bylo dalším úkolem špehů šířit pochvalné řeči o panovníkovi, čímž se mělo napomáhat k posilování jeho autority.

## Archeologické nálezy

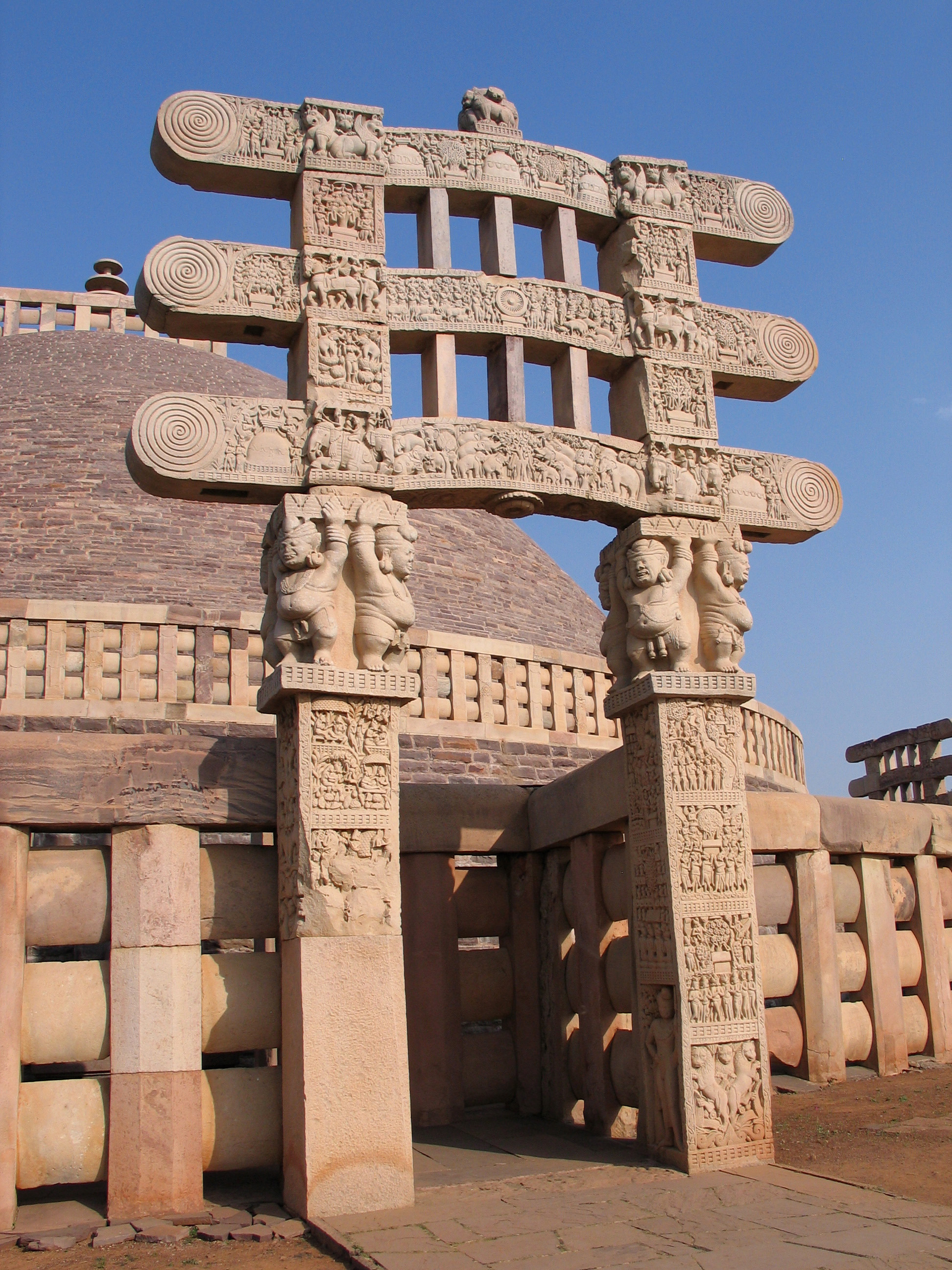
Kamenná brána s buddhistickými výjevy v Sáňčí; v pozadí hlavní stúpa

S přihlédnutím k velikosti maurjovské říše se z její doby dochovalo relativně málo archeologických nálezů, které jsou dnes rozesety po prakticky celém území Indie a částečně i za jejími hranicemi. Pozůstatky hlavního města včetně královského paláce se dnes nacházejí nedaleko Patny v místě zvaném Kumrahár. Další důležitou archeologickou lokalitou jsou barabarské jeskyně v Biháru, které nechal Ašóka postavit pro potřeby ádžíviků. Další archeologické naleziště zahrnující stavby z doby Maurjů se nacházejí např. v Bódhgaji, Lumbiní, Vaišálí, Sárnáthu a Sáňčí, kde se mimo stúp dochovaly i kamenné brány s množstvím reliéfů s buddhistickými náměty. Na žádném z těchto vyobrazení se přitom nenachází Buddha osobně, ale je představován určitými znaky (např. trůnem s královským slunečníkem či chodidly s dharmou). Sloupová hlavice zobrazující čtyři lvy, která se dochovala v Sárnáthu, dnes tvoří ústřední motiv státního znaku Indie a dochovaný zvláštní druh dharmačakry z dob Ašóky zvaný ašókačakra je dnes součástí indické vlajky. Většina staveb je buddhistického charakteru a pochází převážné z Ašókovy doby. Poté, co Ašóka přijal buddhismus, začal putovat na různá buddhistická poutní místa a vztyčovat zde kamenné sloupy, stúpy, chrámy, příbytky pro mnichy apod.
Mimo výše jmenovaná naleziště patří k poměrně častým nálezům skalní nápisy krále Ašóky. Ty informují nejen o dharmě, ale i o obecných morálních předpisech, o Ašókovi i o dalším dění v zemi. Jsou psány především v prákrtu, výjimečně i v řečtině či aramejštině. Používané písmo nápisů je především bráhmí, občas kharóšthí (v oblastech s gandhárskám vlivem).